# Ђамуси
Ђамуси (佳木斯) град је Кини у покрајини Хејлунгђанг. Према процени из 2009. у граду је живело 558.408 становника.

## Становништво
Према процени, у граду је 2009. живело 558.408 становника.
| 1990.   | 2000.   | 2009    |
| ------- | ------- | ------- |
| 462.575 | 524.207 | 558.408 |